# Protiizgredni ščit
Protiizgredni ščit je lahka zaščitna oprema, ki jo uporablja policija in nekatere vojaške organizacije. Protiizgredni ščiti so običajno dovolj dolgi, da pokrijejo povprečno veliko osebo od vrha glave do kolen, čeprav se uporabljajo tudi manjši enoročni modeli. Na splošno so namenjeni uporabi posebnih enot pri obvladovanju nemirov. Uporabnika zaščitijo pred ročnimi napadi s topim ali ostrim orožjem in pred obmetavanjem s predmeti. Prav tako služijo tudi kot sredstvo za ustavljanje in odvračanje množice. Večina protiizgrednih ščitov ne nudi balistične zaščite; za to se uporabljajo v situacijah, kjer se pričakuje močan oborožen odpor balistični ščite.
Protiizgredne ščite uporabljajo policijske organizacije skoraj vseh držav sveta. Pogosto se uporabljajo v povezavi s policijsko palico. Večina zaščitnih ščitov je izdelanih iz prozornega polikarbonata, kar prinašalcu omogoča, da vidi sebe iz zaklona. Čeprav so se protiizgredni ščiti izkazali za zelo učinkovite pri zaščiti uporabnikov kot tudi preprečevanju prodora protestnikov skozi policijske linije, lahko njihova uporaba dejansko spodbudi ljudi k metanju predmetov. Tudi protestniki uporabljajo protiizgredne ščite, ki jih izdelajo iz improviziranih materialov, kot sta les ali odpadne kovine. 